# Margareth Menezes
Margareth Menezes da Purificação Costa (Salvador, 13 ottobre 1962) è una cantante, attrice teatrale e politica brasiliana, Ministra della cultura del Brasile dal 1º gennaio 2023.

## Biografia

### Carriera artistica
Interprete di canzoni world music, samba-reggae e axé, è considerata l'Aretha Franklin brasiliana a partire da un articolo che le dedicò il Los Angeles Time. Ha inciso il suo primo album nel 1987, dopo anni di gavetta nei pianobar e un'avviata carriera di attrice teatrale che l'ha vista poi recitare in musicals e pièces di Ziraldo, Gogol e altri drammaturghi del XX secolo.
Ha collaborato con vari artisti connazionali, tra cui Gilberto Gil, Dominguinhos e i Tribalistas.
Molto conosciuta anche al di fuori del suo Paese, ha tra l'altro aperto i concerti dei Talking Heads dopo la pubblicazione del fortunato disco Elegibô (1991),  inserito dalla rivista Rolling Stones tra i 5 migliori album di world music.
Nel 2002 è apparsa nel film documentario Moro no Brasil, di Mika Kaurismäki.
Nel dicembre 2010 ha partecipato alla terza edizione del Festival mondial des arts nègres, tenutasi a Dakar, in Senegal.
Le sono state dedicate varie monografie, in cui viene sempre puntualmente messa in rilievo la sua lotta contro ogni forma di discriminazione, in nome di una società basata sul rispetto.

### Carriera politica
Il 13 dicembre 2022, in seguito alla vittoria alle elezioni presidenziali del 2022 di Luiz Inácio Lula da Silva, è stata nominata dal Presidente eletto “Ministra della cultura” del Brasile. È entrata in carica il 1º gennaio 2023.

## Vita privata
Nel 2008 è diventata moglie dell'artista plastico Robson Costa. La coppia si è separata dieci anni dopo.

## Discografia
- 1987 - Margareth Menezes
- 1989 - Um Canto para Subir
- 1989 - Elegibô
- 1991 - Kindala
- 1993 - Luz Dourada
- 1995 - Gente de Festa
- 1998 - Disco Autoral
- 2001 - MagaAfropopbrasileiro
- 2003 - Tete-à-tete Margareth Menezes
- 2005 - Margareth Menezes Pra Você